# ريان الكلداني
ريان سالم صادق الكلداني (3 أيلول 1989 - ) سياسي عراقي، مسيحي، كلداني كاثوليكي، الأمين العام لحركة بابليون، قائد إحدى فصائل الحشد الشعبي سابقاً المسماة كتائب بابليون التي أسّسها ريّان في محافظة نينوى وخصوصاً سهل نينوى شمال العراق سنة 2014 بعد أن سيطر عليها تنظيم الدولة (داعش)، قال ريان “الهدف الرئيسي من تشكيل قواتنا هو تحرير الموصل، لكننا شاركنا في عمليات تحرير مدينة تكريت وعمليات أخرى بينها بيجي، في محافظة صلاح الدين”، وقال في 27 كانون الأول ديسمبر سنة 2015 إن الحماية الأمنية للكنائس العراقية تتولاها قوات كتائب بابليون التابعة للحشد الشعبي مع القوات الأمنية الأخرى، وفي 18 تموز سنة 2019 أعلنَ نائب الرئيس الأمريكي عن فرض عقوبات على قائد حركة بابليون ريان الكلداني، استناداً إلى قانون ماغنيتسكي المتضمن فرضَ عقوبات على منتهكي حقوق الإنسان في كل أنحاء العالم، وقال نائب الرئيس إن "ريان الكلداني قائد ميليشيا بابليون ومقرب من قاسم سليماني مشمول بالعقوبات"، وبعد أسبوع من القرار الأمريكي أعلنت الكنيسة الكلدانية يوم 24 تموز رفضها القاطع لوجود أي فصيل أو حركة مسلحة تحمل صفة مسيحية خاصة.

## تكريم البابا
في سنة 2021 كرّمَهُ البابا فرنسيس خلال زيارة البابا للعراق، قال الأب لويس روفائيل الأول ساكو في 28 نيسان سنة 2023 "كما ذكر السيد ريان أن البابا في خطابه في القصر الجمهوري (قصر بغداد) في 5 آذار 2021 منع رجال الدين من التدخل في السياسة هو كذب محض، ومن يريد الاطلاع على خطاب البابا نرسله له. كما ادعى ان البابا صافحه وأعطاه مسبحة صلاة! هذا أيضاً غير صحيح إذ كنت، كبطريرك وكاردينال، موجوداً في الصف الأول وبالقرب من البابا".

## في الحشد الشعبي
وُلد ريان في بلدة القوش في محافظة نينوى، سنة 1989، ثم انتقل إلى بغداد واستقرّ فيها، أسّسَ ريان كتائب بابليون سنة 2014 بعد أن احتلّ تنظيم الدولة الإسلامية داعش أرجاء واسعة من محافظة نينوى، وقاد اللواء 50، قال موقع المرجع "وبالرغم من انتمائه للمسيحيين الكلدان فإنه استجاب لدعوات المرجعية الشيعية للانضمام لميليشيا الحشد الشعبي…أثناء مشاركته في معركة الموصل، أطلق القائد المسيحي تصريحات طائفية ضد «مسلمي المدينة»، متوعدًا بالانتقام ممن وصفهم بأحفاد يزيد بن معاوية، وهو الخليفة الأموي الذي يتهمه الشيعة بسفك دماء الحسين بن علي. وتبرأت بطريركية المسيحيين الكلدان من «الكلداني»، معتبرةً أنه لا يمثل مسيحيي العراق، ولا يتحدث باسمهم.". وفي شهر آذار سنة 2016 أعلنت البطريركية الكلدانية أن لا علاقة لها بـ"كتائب بابليون" ولا بقائدها ريان الكلداني، وأنها لا تمثلها، وأن ممثليها الرسميين هم أعضاء مجلس النواب العراقي فقط.